# Movicom

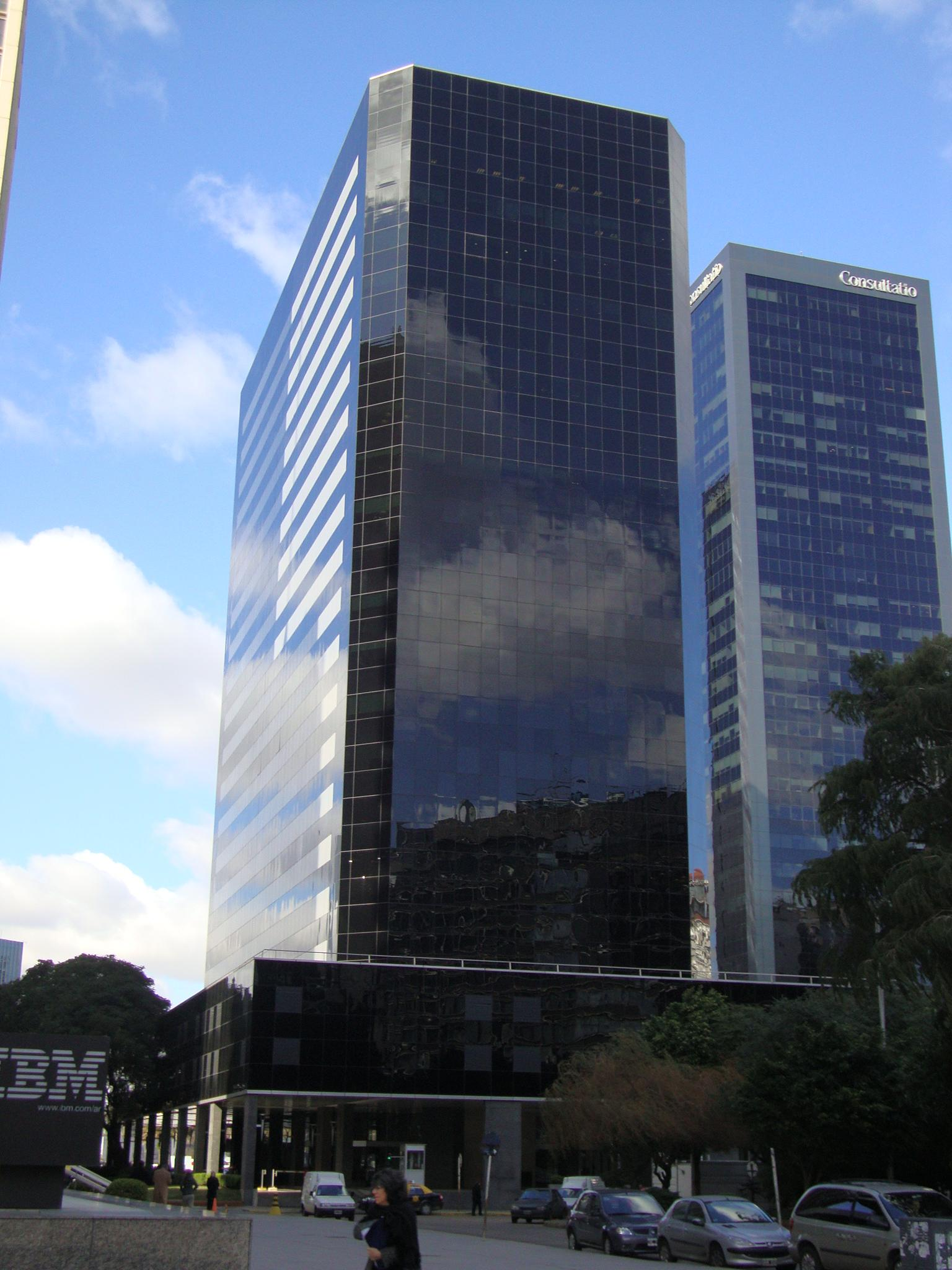
La torre Laminar Plaza fue sede de las oficinas de Movicom hasta su desaparición.

Movicom fue una empresa de telecomunicaciones creada en 1989 como una sociedad entre Socma (Grupo Macri) y BellSouth de Estados Unidos. Prestó el primer servicio de telefonía móvil en la Argentina, a partir del 1° de noviembre de 1989, en el Área Metropolitana de Buenos Aires y el Gran Buenos Aires.
En 1991 había 20.000 abonados con un incremento mensual de 1.500 nuevos suscriptores. La firma Movicom llevaba invertidos sesenta millones de dólares, y el área operativa abarcaba desde Ezeiza hasta 30 km adentro del Río de la Plata, y desde el Tigre hasta el sur de La Plata, pero el alcance ya se había establecido en algunos casos hasta Pilar y Escobar. En ese momento, una nueva antena pronta a ser puesta en funcionamiento permitiría llegar también a Campana, Pilar y Luján y Punta del Este, Uruguay. La compra del equipo elemental tenía un costo base total de 1520 dólares al contado (1700 dólares financiado) que correspondían a: 440 por la conexión, 200 de depósito que se reintegraba al año y 880 por el valor del equipo.
La introducción del sistema “Calling Party Pays” (CPP, "el que llama, paga") en el año 1997, contribuyó a bajar los altos costos iniciales del servicio y ampliar el número de usuarios de telefonía móvil. Hacia 1998 el mercado de telefonía móvil contaba con más de 2,5 millones de terminales móviles y con una red que alcanzaba a todas las localidades del país de más de 500 habitantes.
En 1999 BellSouth compra la totalidad de la empresa y la renombra como Movicom BellSouth, ya el mercado era más competitivo, con 4 empresas disputando el liderazgo, como Unifon de Telefónica, Personal de Telecom y CTI Móvil quién tenía entre sus socios al Grupo Clarín.
A partir de ese mismo año los operadores del interior del país tuvieron acceso al AMBA; Miniphone se escindió entre sus propietarias, mientras que Movicom –único prestador del AMBA- tuvo acceso a operar en el interior del país. 
En el año 2000 con tecnología de Motorola, Movicom introdujo el primer servicio de Internet Móvil de América Latina.
En 2005 Telefónica Móviles (que operaba bajo el nombre comercial de Unifón) compró completamente el paquete accionario de Movicom y comenzó a operar bajo el nombre comercial de Movistar, para consolidar la marca en América Latina y España.